# تلسیو
تلسیو (به سوئدی: Töllsjö) یک منطقهٔ مسکونی در سوئد است که در بخش بولبیگد واقع شده‌است.

## خصوصیات
تلسیو ۰٫۴۵ کیلومترمربع مساحت و ۳۶۹ نفر جمعیت دارد.